# 남준봉
남준봉(1969년 3월 11일 ~)은 대한민국의 남자 가수이자 여행스케치멤버이다.

## 학력
- 대일외국어고등학교 (졸업)
- 수원대학교 신문방송학과 (졸업)

## 개요
여행스케치의 멤버로 보컬을 맡고 있다. 1989년에 여행스케치 1집으로 데뷔했으며 조병석과 현재까지 팀을 이끌어가고 있는 원년 멤버다.
2017년에는 불후의 명곡 전설을 노래하다에 조병석과 같이 참여했으며, 2018년에는 복면가왕 78차 경연에서 '내 뒤에 청와대 있다 경복궁'이라는 가명으로 나왔다.
2020년 1월 17일 조병석과 함께 슈가맨 3에 출연했다.

## 방송활동
- 2021년 MBC 《복면가왕》
- 2019년 JTBC 《투유 프로젝트 - 슈가맨》
- 2011년 KBS 2TV 《불후의 명곡 - 전설을 노래하다》

## 경력
- 1989년 여행스케치 (멤버)